# Choo Choo Ch’Boogie
Choo Choo Ch’Boogie ist der erfolgreichste Titel im Repertoire des Rhythm-&-Blues-Künstlers Louis Jordan, der im Jahre 1946 zum meistverkauften Titel dieses Musikstils avancierte.

## Entstehungsgeschichte
Der Altsaxophonist Louis Jordan besaß mit seiner eigenen Band, den Tympany Five, seit Dezember 1938 bei Decca Records einen Plattenvertrag. Hier wurden seine ersten Aufnahmen am 20. Dezember 1938 eingespielt. Jordan konnte mit seiner Band bereits eine Reihe von Erfolgen vorweisen, bevor Choo Choo Ch’Boogie entstand, denn unter seinen 20 bisherigen Hits in den Rhythm-&-Blues-Charts befanden sich acht Nummer-eins-Hits.
Am 23. Januar 1946 entstanden unter der Produktionsregie von Milt Gabler in den Decca-Studios insgesamt vier Titel, darunter auch Choo Choo Ch’Boogie / That Chick’s Too Young To Fry. Die A-Seite wurde von dem Hillbilly-Gitarristen und Cowboy-Sänger Denver Darling (1909–1981), Vaughn Horton (1911–1988) und dem Produzenten Milt Gabler komponiert. Darling und Horton waren professionelle Songschreiber, denn die ASCAP hat 42 bzw. 239 Titel registriert. Gablers Verdienst ist bei der A-Seite die gelungene Verschmelzung von Country-Elementen mit Blues-Intonierung. Die Tympany Five bestanden bei dieser Session aus Wild Bill Davis (Piano), Aaron Izenhall (Trompete), Josh Jackson (Tenorsaxophon), Carl Hogan (elektrische Gitarre), Jesse „Po“ Simpkins (Bass) und Eddie Byrd (Schlagzeug). Der sehr bewegliche Shuffle ist typisch für Gablers und Jordans populäre Soundformel, während der humorvolle Text den eigentlich geschilderten, niveaulosen Lebenswandel afro-amerikanischer Stereotype entschärft.

## Erfolg

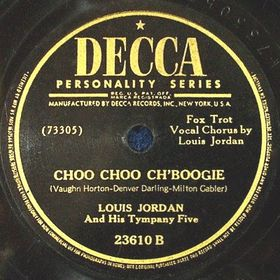
Louis Jordan - Choo Choo Ch’Boogie

Nach Veröffentlichung im Juni 1946 (Decca #23610) entwickelte sich der Titel mit über zwei Millionen verkauften Exemplare zu Jordans umsatzstärkstem Hit seiner Karriere. Es war bereits Jordans vierter Millionenseller. Dieser enorme Verkaufserfolg war auch in den Rhythm-&-Blues-Charts ablesbar, denn bereits eine Woche nach Eintritt in die Hitparade schnellte der Titel am 24. August 1946 auf Rang eins, wo er sich für 18 Wochen bis Ende November 1946 festsetzte. Dieser Rekord gelang nur noch The Honeydripper von Joe Liggins. Im November 1946 besetzte Jordan mit seinen Platten die ersten drei Ränge der R&B-Charts, die B-Seite That Chick’s Too Young To Fry teilte sich den vierten Rang mit einem anderen Künstler. Der Song war mit einem siebten Rang in den Pop-Charts bereits der zehnte Crossover-Hit von Louis Jordan.

## Coverversionen
Insgesamt wurde der Titel 20 Mal gecovert. Bemerkenswerte Versionen stammen von den Label-Kollegen Bill Haley & His Comets (1956), Asleep at the Wheel (1979) oder Manhattan Transfer (1992). 1999 veröffentlichte B. B. King ein Tributalbum für Louis Jordan, auf dem der Song, neben 12 anderen Louis Jordancovers, ebenfalls enthalten ist. Weitere Versionen gibt es von Clifton Chenier, Clarence Gatemouth Brown und Helen Shapiro. Als Bimmelbahn-Boogie existiert auch eine deutsche Version von René Franke aus dem Jahre 1951.